# Sedmá armáda Spojených států amerických
Sedmá armáda Spojených států amerických (anglicky Seventh United States Army nebo U.S. Seventh Army) je jednou z armád Armády Spojených států amerických.
Původně byla formálně vytvořena za druhé světové války 10. června 1943 během invaze na Sicílii z I. armádního sboru. Po dobytí Sicílie se účastnila v srpnu 1944 invaze do jižní Francie a po dobytí jižní Francie, při které osvobozovala Marseille, Lyon a Toulon, a setkání s armádami postupujícími od Normandie se obrátila směrem k Německu. Pronikla do Alsaska a během bitvy v Ardenách se bránila útoku německé operace Nordwind. Následně dobyla Štrasburk, pokračovala do Sárska, přes Siegfriedovu linii a dále dobyla Norimberk a Mnichov. Po překročení Brennerského průsmyku se ve Vitipenu setkala s jednotkami Páté armády postupující Itálií od jihu. K březnu 1946 byla zrušena.
Trvale obnovena byla 24. listopadu 1950 a od té doby je v Německu, do roku 1966 u Stuttgartu, následně u Heidelbergu.
Mezi významné velitele patřili George S. Patton (1943–1944) a Mark W. Clark (1944).